# Wronski-Determinante
Mit Hilfe der Wronski-Determinante, die nach dem polnischen Mathematiker Josef Hoëné-Wroński (1776–1853) benannt wurde, kann man skalare Funktionen auf lineare Unabhängigkeit testen, wenn diese hinreichend oft differenzierbar sind. Dies kann insbesondere beim Lösen einer gewöhnlichen Differentialgleichung ein nützliches Hilfsmittel sein.

## Definition
Für {\displaystyle n} reell- oder komplexwertige Funktionen {\displaystyle f_{1},\dots ,f_{n}} auf einem Intervall {\displaystyle I} ist die Wronski-Determinante definiert durch
{\displaystyle W(f_{1},\dots ,f_{n})(t)={\begin{vmatrix}f_{1}(t)&f_{2}(t)&\dots &f_{n}(t)\\f_{1}^{(1)}(t)&f_{2}^{(1)}(t)&\dots &f_{n}^{(1)}(t)\\\vdots &\vdots &\vdots &\vdots \\f_{1}^{(n-1)}(t)&f_{2}^{(n-1)}(t)&\dots &f_{n}^{(n-1)}(t)\end{vmatrix}},\qquad t\in I,}
wobei in der ersten Zeile die Funktionen stehen und in den weiteren Zeilen die hochgestellten Zahlen in Klammern die erste bis {\displaystyle (n-1)}-te Ableitung bezeichnen.

## Eigenschaften
Die Berechnung der Wronski-Determinante von linearen, gewöhnlichen Differentialgleichungen zweiter Ordnung kann durch die Anwendung der Abelschen Identität vereinfacht werden, wenn im Fundamentalsystem in der Darstellung {\displaystyle y''(t)-a_{1}y'(t)-a_{0}y(t)=0} der Koeffizient {\displaystyle a_{1}\neq 0} ist.

### Kriterium für lineare Unabhängigkeit
Gilt {\displaystyle W(f_{1},\ldots ,f_{n})(t_{0})\neq 0} für ein {\displaystyle t_{0}\in I}, so sind die Funktionen {\displaystyle f_{1},\ldots ,f_{n}} auf dem Intervall {\displaystyle I} linear unabhängig.
Andererseits folgt aus {\displaystyle W(f_{1},\ldots ,f_{n})(t)=0} für alle {\displaystyle t\in I} nicht die lineare Abhängigkeit der Funktionen {\displaystyle f_{1},\ldots ,f_{n}}. Das heißt, die Gleichheit bedingt nicht eine lineare Abhängigkeit auf dem Intervall {\displaystyle I}. Denn es gilt, dass die Funktionen lokal linear unabhängig sein können (siehe Gegenbeispiel).

### Beispiel
Ausgehend vom Sturm-Liouville-Problem wird die Differentialgleichung zweiter Ordnung
{\displaystyle -\psi ''=\lambda \psi }
mit den Randbedingungen {\displaystyle \psi (0)=\psi (\pi )=0}
betrachtet. Als Lösungsansatz wird {\displaystyle \psi (t)=\alpha \sin({\sqrt {\lambda }}t)+\beta \cos({\sqrt {\lambda }}t)} für {\displaystyle \lambda >0} und beliebige {\displaystyle \alpha ,\beta \in \mathbb {R} } gewählt. Aufgrund der Randbedingungen {\displaystyle \psi (0)=\psi (\pi )=0} ist {\displaystyle \alpha \neq 0,\beta =0} und {\displaystyle \sin({\sqrt {\lambda }}\pi )=0,} also {\displaystyle {\sqrt {\lambda }}\pi =n\pi } und somit {\displaystyle \lambda =n^{2}} für {\displaystyle n\in \mathbb {N} }. Als Lösung wird daher
{\displaystyle \psi (t)=\alpha \sin(nt)}
gewählt. Da eine weitere Lösung dieser Differentialgleichung durch {\displaystyle \phi =p\psi '=\psi '} mit {\displaystyle p=1} gegeben ist (siehe Sturm-Liuoville-Problem), wird als zweite Lösung
{\displaystyle \phi (t)=\alpha n\cos(nt)}
angenommen und mittels der Wronski-Determinante auf lineare Unabhängigkeit geprüft. Es folgt
{\displaystyle W(\phi ,\psi )(t)={\begin{vmatrix}\phi (t)&\psi (t)\\\phi '(t)&\psi '(t)\end{vmatrix}}={\begin{vmatrix}\alpha n\cos(nt)&\alpha \sin(nt)\\-\alpha n^{2}\sin(nt)&\alpha n\cos(nt)\end{vmatrix}}=(\alpha n)^{2}\cos ^{2}(nt)+(\alpha n)^{2}\sin ^{2}(nt)=(\alpha n)^{2}>0}.
Also ist {\displaystyle W(\phi ,\psi )(t)=\left|{\begin{smallmatrix}\phi (t)&\psi (t)\\\phi '(t)&\psi '(t)\end{smallmatrix}}\right|>0} für {\displaystyle t\geq 0} (genauer für alle {\displaystyle t\in \mathbb {R} }) und die lineare Unabhängigkeit der Funktionen {\displaystyle \phi (t),\psi (t)} ist gegeben.

### Gegenbeispiel
Als Gegenbeispiel dienen die auf den reellen Zahlen definierten Funktionen
{\displaystyle f_{1}(t)={\begin{cases}0\ ,&{\mbox{falls }}t\leq 0,\\t^{2}\ ,&{\mbox{falls }}t>0,\end{cases}}\qquad {\mbox{und}}\qquad f_{2}(t)={\begin{cases}t^{2}\ ,&{\mbox{falls }}t\leq 0,\\0\ ,&{\mbox{falls }}t>0.\end{cases}}}
Für alle {\displaystyle t\in \mathbb {R} } gilt
{\displaystyle W(f_{1},f_{2})(t)={\begin{vmatrix}f_{1}(t)&f_{2}(t)\\f'_{1}(t)&f'_{2}(t)\end{vmatrix}}=0.}
Aber {\displaystyle \lambda \ f_{1}(t)+\mu \ f_{2}(t)=0} führt für {\displaystyle t=1} zu {\displaystyle \lambda =0} und für {\displaystyle t=-1} zu {\displaystyle \mu =0}, was die lineare Unabhängigkeit auf {\displaystyle t=1} beziehungsweise für {\displaystyle t=-1} der beiden Funktionen impliziert. Für {\displaystyle t=0} gilt {\displaystyle f_{1}(0)=0} und {\displaystyle f_{2}(0)=0}, was lineare Abhängigkeit in {\displaystyle t=0} bedeutet.